# Google Personalized Search
Google Personalized Search – wyszukiwanie spersonalizowane w wyszukiwarce Google. Wszystkie przeszukiwania za pomocą tej wyszukiwarki przez użytkowników niezalogowanych są powiązane z rekordem ciasteczek, a w przypadku posiadających konto Google – wyszukiwania zapisywane są w usłudze historia Google. Kiedy użytkownik dokonuje wyszukiwania, jego wyniki nie są oparte wyłącznie na związku konkretnej strony internetowej z wyszukiwanym hasłem, ale także na tym, które witryny użytkownik (lub ktokolwiek inny używający tej samej przeglądarki) odwiedzał poprzez poprzednie wyniki wyszukiwań.
Efektem tego jest spersonalizowane doświadczenie, które może zwiększyć przydatność wyników wyszukiwania dla konkretnego użytkownika. Wiąże się to również z pewnymi efektami ubocznymi, takimi jak informowanie innych użytkowników, z tym samym numerem IP lub korzystających z tego samego komputera, czego szukały inne osoby, a także z powstawaniem bańki filtrującej. Funkcja ta działa wyłącznie po dokonaniu kilku wyszukiwań, dzięki czemu mechanizm jest w stanie dopasować się do gustu użytkownika.

## Historia
Spersonalizowane wyszukiwanie zaprezentowane zostało 29 marca 2004 roku jako beta test projektu Google Labs. 20 kwietnia 2005 roku funkcja została udostępniona jako usługa sprawdzona (non-beta), jednak nadal była oddzielona od zwykłej wyszukiwarki Google. 11 listopada 2005 roku funkcja stała się częścią standardowej wyszukiwarki Google, ale tylko dla użytkowników posiadających konto Google.
Począwszy od 4 grudnia 2009 roku spersonalizowane wyszukiwanie było dostępne dla wszystkich użytkowników wyszukiwarki Google, również dla tych, którzy nie byli zalogowani na koncie Google.
W październiku 2009 roku, w związku z dostosowaniem wyników wyszukiwania – opartych na danych o charakterze osobistym, powiązanych z kontem – Google implementował także wyniki społecznościowe. Jeśli znajomi użytkownika mają podobne zainteresowania, strony internetowe z „socjalnego kręgu” użytkownika mogą awansować w rankingu wyników. Obie funkcje znalazły się w standardowych wynikach przed lutym 2011 roku i rozszerzyły wyniki wyszukiwań przez załączenie treści dzielonej z użytkownikami, których dana osoba zna poprzez serwisy społecznościowe.